# Rhodogune partyjska

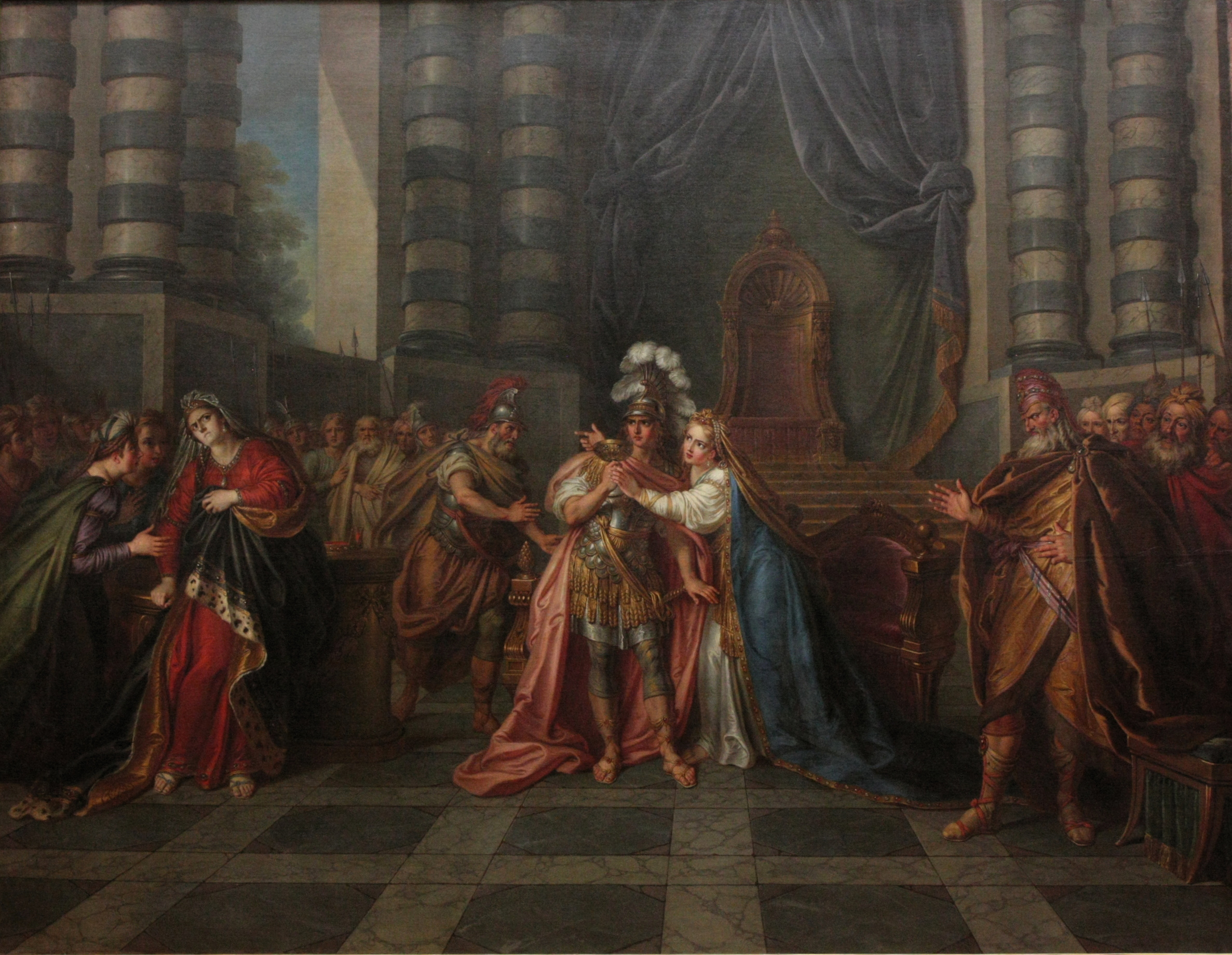
Rhdogune i Kleopatra. Coypel. 1749.

Rhodogune — księżniczka partyjska z dynastii Arsacydów, córka Mitrydatesa I, siostra Fraatesa II, żona Demetriusza II Nikatora.

## Życie
Po zwycięstwie partyjskim nad armią syryjską w 139 roku przed Chr. został wzięty do niewoli król syryjski Demetriusz II Nikator. Mitrydates I ożenił go ze swą córką, Rhodogune, nie zważając na to, że jego jeniec pozostawił w Syrii żonę, Kleopatrę Theę.  Arsacydzi byli poligamistami, a królowi zależało na jak najsilniejszym związaniu ze sobą Demetriusza, aby móc się nim jeszcze w przyszłości posłużyć. Jako rezydencję wyznaczył młodej parze pałac położony w Hyrkanii, na południowym wybrzeżu Morza Kaspijskiego, na najbardziej oddalonym od Syrii krańcu swego państwa. Rhodogune urodziła mężowi kilkoro dzieci. Demetriusz dwukrotnie próbował zbiec do Syrii. Został jednak pochwycony przez Partów i za każdym razem odesłany do żony do Hyrkanii. W 129 roku, po śmierci króla syryjskiego Antiocha VII Sidetesa, Demetriusz opuścił swą żonę i powrócił do Syrii, co leżało wówczas w interesie Arsacydów.

## Rhodogune w literaturze
Rhodogune jest bohaterką tragedii Pierre'a Corneille'a z 1644 Rodogunda. W utworze francuskiego dramaturga Rhodogune towarzyszy mężowi powracającemu do Syrii. Demetriusz nie uznaje swej poprzedniej żony, która w czasie jego uwięzienia poślubiła jego brata Antiocha VII Sdetesa i koronuje na królową Rhodogune. Po śmierci Demetriusza upokorzona Kleopatra mści się na rywalce i wtrąca ją do więzienia. Oblężona przez Partów w stolicy swego państwa Seleucji zostaje zmuszona do uwolnienia Rhodogune i wydania jej za syna Demetriusza, który zostanie jego następcą. Rywalizacja między obydwoma kobietami jest treścią dramatu.